# Seleentrioxide
Seleentrioxide (SeO3) of seleen(VI)oxide is een oxide van seleen. De stof komt voor als een geelachtig wit, hygroscopisch kristallijn poeder, dat zeer goed oplosbaar is in water.
De stof is thermodynamisch instabiel: het vormt zeer snel seleendioxide, onder afsplitsing van zuurstofgas:
{\displaystyle {\ce {2SeO3 -> 2SeO2 + O2}}}

## Synthese
Seleentrioxide kan bereid worden door een reactie van watervrij kaliumselenaat en zwaveltrioxide:
{\displaystyle {\ce {K2SeO4 + SO3 -> SeO3 + K2SO4}}}

## Toepassingen
Seleentrioxide wordt gebruikt bij de productie van fotovoltaïsche cellen en toestellen die op zonne-energie werken.

## Toxicologie en veiligheid
De stof ontleedt bij verhitting, met vorming van giftige dampen. De oplossing in water is een sterk zuur, ze reageert dus hevig met basen en is corrosief. De stof is een sterk oxidatiemiddel en reageert met brandbare en reducerende stoffen.
De stof is corrosief voor de ogen, de huid en de luchtwegen. Inademing van kan longoedeem veroorzaken. Seleentrioxide kan negatieve effecten hebben op de ogen, met als gevolg een allergie-achtige reactie van de oogleden (roze ogen).
De stof kan bij langdurige blootstelling effecten hebben op de luchtwegen, het maag-darmstelsel, het centraal zenuwstelsel en de lever, met als gevolg neusirritatie, blijvende lookgeur, maagpijn, zenuwachtigheid en een verstoorde werking van de lever.